# Soleau Software
Soleau Software là một hãng phát triển trò chơi điện tử có trụ sở tại New York, Hoa Kỳ, do William Soleau sáng lập và điều hành. Hãng là tác giả của 57 trò chơi điện tử chạy trên hệ điều hành MS-DOS, trong đó có nhiều trò chơi nổi tiếng như Bolo Ball, Bolo Adventures, Mice Men, Dotso, hay Balloon Challenge.
Công ty được cho là ngừng hoạt động vào năm 2021 khi trang web chính thức của công ty ngưng hoạt động và chỉ đăng một dòng chữ cảm ơn mọi người đã đồng hành suốt 3 thập kỷ qua.